# Harry Everett Smith
Harry Everett Smith (Portland, Oregón, 29 de mayo de 1923-Nueva York, 27 de noviembre de 1991) fue un polifacético artista, místico y bohemio estadounidense, considerado una de las figuras centrales de la vanguardia estadounidense de la segunda mitad del siglo XX. Aunque principalmente destacó como cineasta y musicólogo, se definía como pintor y sus actividades se desarrollaron en una multitud de ámbitos que incluían la lingüística, la antropología, el cine o la traducción. A lo largo de su vida, mantuvo también un marcado interés por las temáticas relacionadas con esotérica, el misticismo y el ocultismo.
Entre sus obras más conocidas se encuentra la Anthology of American Folk Music (Antología de Música Folk Americana), lanzada en 1952, una compilación de discos de música folk y country americana publicada originalmente en formato 78rpm entre los años 1926 y 1932. La compilación de Smith, publicada por la discográfica Folkways Records, tuvo una gran influencia en el revival de la música folk y blues que se vivió en Estados Unidos en los años cincuenta y sesenta, y en la que participaron artistas como Bob Dylan o Joan Báez.
Harry Smith falleció como consecuencia de un ataque cardíaco mientras cantaba en los brazos de Paola Igliori, en la habitación 328 del Hotel Chelsea de Nueva York. Sus cenizas son custodiadas por su mujer, Rosebud Feliu-Pettet.